# Glaresis penrithae
Glaresis penrithae är en skalbaggsart som beskrevs av Clarke H. Scholtz 1983. Glaresis penrithae ingår i släktet Glaresis och familjen Glaresidae. Inga underarter finns listade i Catalogue of Life.